# Lyman Trumbull
Pour les articles homonymes, voir Trumbull (homonymie).
Lyman Trumbull, né le 12 octobre 1813 et décédé le 25 juin 1896, est un homme politique américain, membre du Parti démocrate puis du Parti républicain et ancien sénateur de l'Illinois de 1855 à 1873. Il est secrétaire du Comité judiciaire de 1861 à 1872 (en tant que républicain).

## Biographie
Né à Colchester (Connecticut), Trumbull a ouvert un cabinet d’avocat à Greenville, en Géorgie, avant de s’installer à Alton (Illinois) en 1837. Il a été secrétaire d’État de l’Illinois de 1841 à 1843 et juge à la Cour suprême de l’Illinois de 1848 à 1853. Il est élu au Sénat en 1855 et devient membre du parti républicain. En tant que président de la commission judiciaire du Sénat de 1861 à 1873, il co-écrivit le Treizième amendement, qui abolissait l'esclavage aux États-Unis.
Lors du procès de destitution du président Andrew Johnson en 1868, Trumbull vota en faveur de l'acquittement de Johnson malgré les fortes pressions exercées par d'autres sénateurs républicains. Il était candidat à l'investiture présidentielle lors du congrès républicain libéral de 1872, mais le parti naissant nomma Horace Greeley à la place. Trumbull a quitté le Sénat en 1873 pour s'établir à Chicago. Avant sa mort en 1896, il devint membre du parti populiste et prit part à la défense d'Eugene V. Debs devant la Cour suprême.

## Source
- (en) Cet article est partiellement ou en totalité issu de l’article de Wikipédia en anglais intitulé « Lyman Trumbull » (voir la liste des auteurs).